# Hermann Reinecke
Herman Reinecke (Wittenberg, 14 de febrero de 1888 - Hamburgo, 10 de octubre de 1973) fue un general (General der Infanterie) alemán y criminal de guerra durante la era nazi. Como jefe de la Oficina General de las Fuerzas Armadas en el OKW (Alto Mando de la Wehrmacht) durante la Segunda Guerra Mundial, fue responsable de la creación e implementación de la política de prisioneros de guerra que provocaron la muerte de aproximadamente 3,3 millones de prisioneros soviéticos. Reinecke fue juzgado, condenado y sentenciado a cadena perpetua en el Juicio del Alto Mando.

## Biografía
Hermann Reinecke nació el 14 de febrero de 1888 en Wittenberg, imperio alemán. Se unió al Ejército Imperial Alemán como cadete en marzo de 1905. Sirvió durante la Primera Guerra Mundial, durante la cual recibió la Cruz de Hierro de primera clase y fue ascendido a capitán en 1916. Luego continuó su servicio militar en la Reichswehr, las fuerzas armadas de la república de Weimar en el periodo de entreguerras. Primero, en la Oficina de Administración, luego en un regimiento de infantería y el Ministerio de Defensa del Reich en Berlín. Tras la llegada de los nazis al poder, en 1935, sirvió en la recién creada Wehrmacht, brindando capacitación política en nombre del liderazgo nazi.
En enero de 1939, Reinecke fue ascendido a mayor general como jefe de una oficina en el OKW y nombrado jefe de la Oficina General de las Fuerzas Armadas en el OKW (Allgemeines Wehrmachtamt, AWA) en agosto de 1940. también fue jefe de la oficina del Nationalsozialistische Führungsoffiziere (NSFO), que consistía en oficiales nazis encargados de la propaganda política en la Wehrmacht.

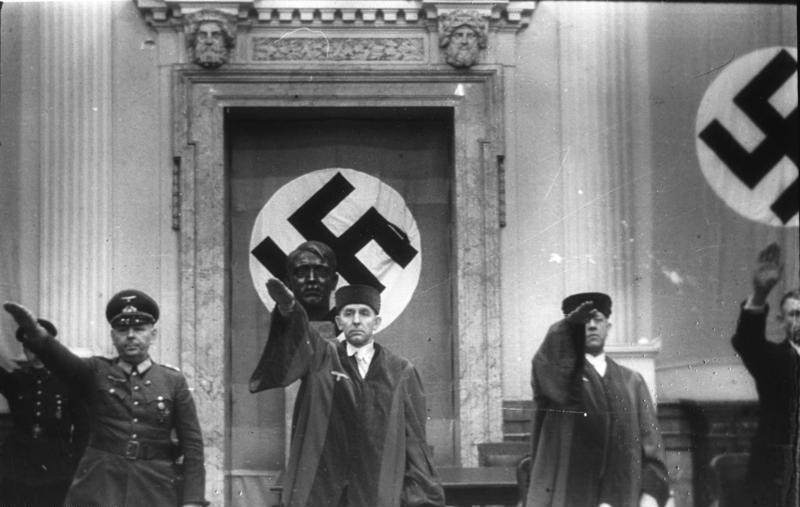
Reinecke (izquierda), fotografiado junto a Roland Freisler (centro) y Ernst Lautz (derecha) en el Tribunal Popular en 1944

El 1 de agosto de 1942, el comandante Karl August Meinel fue trasladado a la Führerreserve (reserva del Führer), porque el 13 de enero de 1942 había escrito un informe crítico a Hermann Reinecke sobre la segregación y ejecución de prisioneros de guerra soviéticos en el campo de prisioneros Stalag VII A por parte de la Gestapo y el Sicherheitsdienst SD. (servicio de seguridad) del Reichsführer SS (Heinrich Himmler). Ese mismo año, Reinecke fue ascendido a General de Infantería. Después del intento de asesinato de Hitler del 20 de julio, Joseph Goebbels le encargó que retomara Bendlerblock, y luego fue asesor en el panel de jueces que juzgó a los conspiradores en el Volksgerichtshof en 1944

## Juicio
En el Juicio del Alto Mando, como parte de los juicios posteriores a los Juicios de Núremberg después de la Segunda Guerra Mundial, Reinecke fue condenado por crímenes de guerra y crímenes contra la humanidad. Como jefe de la Oficina General de las Fuerzas Armadas, fue responsable de la creación e implementación de la política de prisioneros de guerra que resultó en la muerte de aproximadamente 3,3 millones de prisioneros de guerra soviéticos. La sentencia del Tribunal Militar Internacional se refiere a las normas del 8 de septiembre de 1941 para el tratamiento de los prisioneros de guerra soviéticos en todos los campos de prisioneros de guerra, firmadas por el general Reinecke, jefe del departamento de prisioneros de guerra del Alto Mando. Estas órdenes decían:

Por lo tanto, el soldado bolchevique ha perdido todo derecho a ser tratado como un oponente honorable, de acuerdo con la Convención de Ginebra (...) La orden de acción despiadada y enérgica debe darse al menor indicio de insubordinación, especialmente en el caso de los fanáticos bolcheviques. La insubordinación, la resistencia activa o pasiva, debe ser quebrada inmediatamente por la fuerza de las armas (bayonetas, culatas y armas de fuego) (...) Cualquiera que cumpla la orden que no use sus armas, o lo haga con energía insuficiente, es punible (...) Los prisioneros de guerra que intenten escapar serán disparados sin desafío previo. Nunca se debe disparar un tiro de advertencia (...)  El uso de armas contra los prisioneros de guerra es, por regla general, legal.

En 1950, el Alto Comisionado de Estados Unidos para Alemania, John J. McCloy, convocó una Junta Asesora sobre Clemencia (también conocida como el Panel Peck, en honor a su presidente el jurista David W. Peck) como un panel de expertos independientes para hacer recomendaciones sobre las sentencias de personas condenadas por tribunales militares estadounidenses como criminales de guerra. En el caso particular de  Hermann Reinecke, Peck recomendó que su sentencia fuera reducida. Fue liberado en octubre de 1954
Murió el 10 de octubre de 1973 a los 85 años de edad en Hamburgo (Alemania Occidental)